# Rivière des Français (municipalité)
Pour l’article homonyme, voir Rivière des Français.
Rivière des Français (en anglais : French River) est une municipalité située dans le district de Sudbury dans la province de l'Ontario au Canada. La ville doit son nom à la rivière qui coule en ce lieu et qui se nomme Rivière des Français

## Histoire
La région du lac Nipissing se trouve au cœur d’une route vers la fourrure de l’Ouest. Le coureur de bois Étienne Brûlé est le premier à traverser la région en 1610, qui deviendra le premier « truchement » ou intermédiaire, émissaire et interprète ayant adopté les us et coutumes autochtones pour faciliter les relations avec les représentants du roi de France. C’est au printemps 1613 que Samuel de Champlain remonte la rivière des Outaouais jusqu’à l’île des Allumettes pour établir des relations commerciales directes avec les Népissingues et les Cris, mais il avorte son expédition lorsque le chef Tessouat contredit l’information selon laquelle l’Outaouais mènerait à la baie d’Hudson. Ce voyage ouvre néanmoins aux Français la route canotable du nord, qui mène au lac Huron par le lac Nipissing et leur permet d’éviter le pays iroquois au sud. C’est cette route que prend Champlain au printemps 1615 pour passer l’hiver chez les Hurons (Wendats), installés entre la baie Georgienne et le lac Simcoe. Pendant ce voyage, Champlain décrit la rive nord du lac comme étant « fort agréable », avec ses « belles prairies pour la nourriture du bestail », ainsi qu’une pêche abondante. Le voyage recèle aussi d’une importance stratégique, même si les truchements comme Nicolas de Vignau obtiennent peu de considération des autorités royales et religieuses, qui questionnent leurs errements sur le plan moral.
À la tête de la rivière des Français, on retrouve l’Autochtone Michel L’Aigle, aussi connu comme Dokis. Ancien employé de la Compagnie, il est établi à la tête de la rivière en 1845. Il s’approvisionne indépendamment à Penetanguishene et refuse les offres qu’on lui fait pour travailler au poste Nipissing House, situé sur une presqu’ile à l’embouchure de la rivière aux Esturgeons depuis 1848 ; L’Aigle pense même s’établir sur la rive nord du lac. McKenzie et McLoed, restés dans la région, songent, eux, à établir un poste en amont de la rivière, de façon à intercepter les Autochtones et acheter leurs fourrures avant qu’elles se rendent à Nipissing House. L’agent John Simpson déménage alors le poste quelques miles au nord, plus près des chutes aux Esturgeons.
C’est en août 1895, selon l’enseignant et ex-maire Claude Mayer, que Damase Beaudoin, originaire d’Embrun (Ontario), Louis Guy, originaire de Maniwaki, Cyrille Monette, originaire de Hull et Moïse Guérin, originaire de Saint-Vincent-de-Paul, font un voyage exploratoire des terrains du canton de Martland et décident de s’y installer. Jusqu’à la construction d’une route entre Verner et Alban, les colons doivent se rendre à Martland en train jusqu’à North Bay ou Sturgeon Falls, pour naviguer sur le lac et la rivière des Français. Dans les années qui suivent, d’autres colons, originaires de la région frontalière entre le Québec et l’Ontario, s’installent. Le recensement de 1901 dénombre 25 familles, dont la plupart ont des adolescents, pour un total de 118 personnes. Seuls cinq chefs de famille n’ont pas d’enfants, puis à l’exception d’un A. Klein, les patronymes des propriétaires sont tous canadiens-français. C’est l’évêque Joseph Scollard qui aurait choisi le lieu pour établir la paroisse Saint-David (1905), entre deux concentrations de peuplement, près de quelques commerces, dont l’épicerie de Noël Desmarais. Une pétition de résidents parvient baptiser le village « Noëlville » en 1911, puisque le nom originel de « Cosby » porte à confusion avec un autre village ontarien, « Crosby », mais aussi pour rendre hommage au principal commerçant du village.
Les Chew Brothers entreprennent la récolte de la forêt dans les dernières années du 19e siècle. En 1905, McKee and Britton construiront une scierie sur la baie des Chantiers de la rivière des Français, puis les scieries des familles Desmarais, Daoust et Lafrenière suivront quelques années plus tard. Dès leur arrivée, les familles du coin pratiquent un mélange d’activités agricoles et non agricoles, la « pluriactivité ».
Les filles et les fils participent au « service familial » en contribuant au revenu familial à l’aide de petits emplois, dont la récolte des bleuets, l’enseignement, le sciage, les travaux domestiques, la cueillette de gomme de sapin et le travail hivernal en forêt. Selon Quesnel, cette codépendance constitue « une autre manifestation de l’importance de la dynamique communautaire et de la solidarité familiale ». Puisque l’émigration vers « un territoire éloigné » entraine « diverses ruptures », cette coopération est un mécanisme de survie :
Au recensement nominatif de 1911, la plupart des familles ont déjà obtenu le titre de leur propriété. Les trois cantons comptent 125 hommes et 100 femmes. Seuls 16 chefs de ménage vivent seuls, signalant que ce sont des familles plutôt que des individus qui colonisent la région, car on ne peut pas se passer de l’élevage d’enfants et de leu pour défricher et cultiver la terre. Quesnel cite le géographe Marc Saint-Hilaire sur le profil des familles susceptibles de migrer vers une région de colonisation :
"Comme les stratégies de reproduction (y compris le recours à la migration) s’ajustent selon la composition de la famille, on peut s’attendre à ce que les couples ayant plusieurs fils à établir tendent à se diriger vers les zones de colonisation alors que les familles comptant plus de filles ont tendance à s’urbaniser."
À Noëlville, sur 130 familles ayant des enfants, on compte 315 garçons et 226 filles. Or, plusieurs enfants sont nés sur place, après l’émigration, puisque la paroisse a baptisé 241 enfants de 1905 à 1911. Ces enfants comptent pour 60% de la population des trois cantons et leur âge moyen est de 8 ans. Les habitants demeurent canadiens-français et catholiques en forte majorité : 91% dans Martland et 99,5% dans Cosby.
Quesnel ne croit pas que la définition de « faux colon » s’applique aux gens de Noëlville, vu le faible nombre de célibataires. La norme est plutôt celle de la « pluriactivité », où un père de famille cultive sa terre, du printemps à l’automne, et travaille en forêt pendant l’hiver. L’intensité varie cependant en fonction de la qualité des terres. Dans Martland, où elles sont plus fertiles, 48% des chefs de ménage cochent l’agriculture comme étant leur seul travail, un taux plus élevé que dans Cosby et Mason (31%), où les terres sont moins fertiles et 36% des chefs de ménage se disent bucheron et cultivateur à la fois (14% des répondants de Martland tombent dans cette catégorie). Ce sont surtout les autres membres du ménage qui affirment travailler principalement comme bûcheron, commis, marchant, instituteur, fonctionnaire, religieux ou menuisier par exemple (51% dans Martland, 78% dans Cosby et Mason). Pour les trois cantons réunis, 43% des familles ne travaillent pas du tout en forêt et le tiers des résidents travaillent dans un autre secteur que la forêt ou l’agriculture, indiquant la diversification des emplois à Noëlville en 1911.
Les familles tendent à être sédentaires, puisque la région n’a pas encore atteint son point de saturation. Au contraire, des membres de parenté peuvent toujours s’établir une terre adjacente ou défricher une partie de la terre originelle, dont la famille Ouellet:
Quatre d’entre eux, Olivier, Fabien, Joachim et Siméon Ouellet, habitent chez leur frère, François Ouellette; ce dernier n’est pas le fils aîné même s’il est le chef de famille. Vivent également dans cette maison les parents, Léon et Arzélie, et un oncle, Antoine. Seuls le père, Léon, et François déclarent une occupation, celle d’agriculteur. Pourtant, les autres frères dont l’âge s’échelonne de 21 à 32 ans, sont tous en âge de travailler.
En ce qui concerne les mutations foncières, Quesnel se demande si la solidarité familiale permet, malgré les faibles revenus, de maintenir et transmettre le patrimoine familial. Les données du bureau d’enregistrement du district de Sudbury révèle qu’il faut en moyenne 7,8 ans pour obtenir le titre de sa propriété, ce qui est un peu plus long qu’à Hanmer, mais ce délai d’enregistrement s’expliquerait peut-être par le fait que Noëlville soit trois fois plus loin de la ville et pas accessible par une route jusqu’en 1922. Quant aux mutations foncières, de 1902 à 1929, Quesnel note une variété de mécanismes, Pour 298 enregistrements, on compte 871 mutations pendant la même période. Comme à Hanmer, les donations à 1$, où un père divise sa terre et en achète une autre pour que chacune de ses fils aient une terre, sont rares (15). Les cautions sont plus nombreuses (130); il s’agit d’un intérêt signifié par un membre de la famille ou de la communauté qui s’intéresse à une terre. Ce sont avant tout des hypothèques (689) dont il est question et ne se font pas principalement entre membres d’une famille, comme on aurait pu le penser. Puis la plupart du temps, les créanciers sont des commerçants de la région, dont Noël Desmarais (42), les marchands Joseph Michaud et Georges Michaud de Sturgeon Falls (29), ainsi que le pionnier Georges Leroux (19). À la différence de Hanmer, où le père Roy signe une vingtaine d’hypothèques, les curés de Saint-David ne sont que créanciers qu’à quelques reprises. L’appel aux institutions financières est plutôt rare; on trouve les ressources localement.
Quesnel se penche sur les mariages célébrés pour mieux saisir la communauté en formation et souligne l’importance du rang : « on y trouve l’appui en cas de malchance, tel un feu, de l’aide pour des projets de grande envergure; des amitiés et, parfois, l’amour de sa vie. » Selon Bouchard, le rang peut s’avérer un lieu intense de voisinage où l’on forme « un réseau très étroit d’entraide et d’interdépendances, faits d’échanges, d’informations, de biens et de services divers », manifestée « dans le travail (échange de main-d’œuvre, mise en apprentissage, embauche), dans l’assistance matérielle et économique (hébergement, prêts, corvées), dans les réjouissances, dans la maladie, le deuil, et le reste ». Ces nouvelles relations diminuent la vulnérabilité des familles aux malchances et sont un obstacle contre l’isolement. Or, plusieurs familles ont de la parenté à proximité. Une carte des titulaires des terres à Noëlville illustre une part de l’apparentement des titulaires de terres : on y trouve, d’affilée, 8 familles Daoust, 4 familles Mayer et 3 familles Dupuis et parfois on ne fait que sauter quelques lopins pour trouver un autre parent. Si elles n’ont pas le même patronyme, elles sont parfois liées par des cousins communs, puisqu’une grande partie des familles sont originaires d’Embrun et de Crysler, dans l’Est ontarien, ou de Buckingham et Masson, dans l’Outaouais québécois. Or, Quesnel constate qu’un patronyme partagé ne signale pas forcément un lien de parenté direct et certains liens entre cousins ou beaux-frères de patronymes différents peuvent être difficiles à démontrer sans des arbres généalogiques et des registres paroissiaux complets. Sur 234 mariages célébrés avant 1930, 89 sont formés de couples dont les parents sont originaires des trois cantons. Or, le voisinage n’est pas l’unique façon de rencontrer un futur époux ou une future épouse, car 64 couples sont des conjoints qui ne se sont pas connus pendant l’enfance. Le parrainage, le mariage et l’apparentement favorisent l’enracinement et un sentiment de solidarité communautaire. 

### Tableau: Peuplement d’une sélection de cantons et de villages du lac Nipissing (1891-1941[18])
| Municipalité          | 1891 | 1901 | 1911 | 1921   | 1931   | 1941   |
| (CJA) St-Charles      | 155  | 282  | 730  | 819    | 880    | 894    |
| (CMM) Noëlville       | -    | 118  | 1091 | 1342   | 1447   | 1651   |
| (RD) Warren           | -    | 774  | 1199 | 1119   | 1228   | 1355   |
| (C) Verner            | -    | 868  | 1445 | 1544   | 1509   | 1464   |
| Cache-Bay             | -    | -    | 889  | 925    | 1151   | 1004   |
| Sturgeon Falls        | -    | 1418 | 2199 | 4125   | 4234   | 4576   |
| North Bay             | 1848 | 2530 | 7737 | 10 692 | 15 528 | 15 599 |
| Bonfield              | -    | 403  | 484  | 421    | 493    | 497    |
| Mattawa               | 1438 | 1400 | 1524 | 1462   | 1631   | 1971   |
| *réserves autochtones | -    | -    | 400  | 341    | 312    | 414    |

Au dernier recensement de 2006, la population s'élevait à 2630 personnes. Parmi les habitants de la Rivière des Français, on compte 1480 Francophones soit 57 % de Franco-Ontariens et 1060 Anglophones soit 40 % de la population.
La municipalité de Rivière des Français est composée de plusieurs villages et hameaux, parmi lesquels : Alban, Monetville, Noëlville, Ouellette et French River Station. Les deux centres principaux sont Alban et Noëlville.
- Alban, anciennement Ruter, compte 1200 habitants.
- Noëlville, anciennement Cosby, compte 1500 habitants.
- Monetville, village fondé par Cyrille Monette.
- Ouellette, hameau fondé par Joachin Ouellette créateur d'une fromagerie.

## Démographie
| 2011  | 2016  |
| ----- | ----- |
| 2 442 | 2 662 |